# Andreas Feuerborn
Andreas Feuerborn (* 1960) ist ein deutscher Jurist.

## Leben
Ab 1980 studierte er Rechtswissenschaften in Münster und Lausanne (1986 erstes juristisches Staatsexamen am OLG Hamm). Von 1986 bis 1989 war er Rechtsreferendar am LG Arnsberg (1989 zweites juristisches Staatsexamen am OLG Düsseldorf). Nach der Promotion 1992 an der Universität Münster und der Habilitation 2000 mit der Lehrbefugnis für Bürgerliches Recht, Arbeitsrecht und Rechtsvergleichung ebenda ist er seit 2002 Universitätsprofessor für Bürgerliches Recht, Arbeitsrecht und Rechtsvergleichung an der Heinrich-Heine-Universität Düsseldorf.

## Schriften (Auswahl)
- Die soziale Sicherung von Leiharbeitnehmern und vergleichbaren Arbeitnehmergruppen in Italien. Berlin 1993, ISBN 3-428-07720-2.
- Sachliche Gründe im Arbeitsrecht. Konkretisierung eines normativen Rechtsbegriffs zwischen Vertragsfreiheit und Arbeitnehmerschutz. München 2003, ISBN 3-406-51008-6.
- mit Johann Kindl: Bürgerliches Recht für Wirtschaftswissenschaftler. Herne 2018, ISBN 978-3-482-54203-9.